# ممی‌وند
ممی‌وند یکی از پنج باب از شاخه چهارلنگ در ایل بختیاری است، که در گویشِ بختیاری میوند خوانده می‌شود. باب ممی‌وند از ۶ طایفه تشکیل می‌شود.

## طوایف
- عبدالوند
- عیسی وند
- حاجی‌وند
- بُساک
- فولادوند
- سالاروند

## پیشینه
ایل ممیوند در زمان نادرشاه به رهبری علیمرادخان بختیاری بر ضد نادر قیام کردند. که در آخرین نبرد توسط سپاهی که شخص نادر هدایت می‌کرد شکست خورده و کشته شدند. بعد از علیمراد خان، بخشی از ایل ممیوند دستگیر و تبعید شدند. گروهی مجبور شدند داوطلب عضویت در ارتش نادرشاه شوند و جمعیتی نیز در فصل زمستان در منطقه کوهستانی بدون هیچ سرپناهی در سرما رها شدند اما بخش عمده ایل به دستور علیمراد خان به مناطق دور دست متواری شده بودند و نادرشاه نتوانست به آنها دسترسی داشته باشد. ایل ممیوند شامل ۵ شاخه اصلی پولادوند، بساک، حاجیوند، عبدالوند، عیسوند و سالاروند است، که به گویش بختیاری سخن می‌گویند.

## زیستگاه
- استان چهارمحال و بختیاری: شهرستان کوهرنگ
- استان لرستان: شهرستان الیگودرز، دورود و ازنا
- استان اصفهان: در شهرستان‌های چادگان، فریدون‌شهر و فریدن
- استان خوزستان: در شهرستان‌های دزفول، گتوند، شوشتر، مسجدسلیمان، لالی و اندیمشک

## بُساک
بساک به ۲۴ تیره تقسیم می‌شود:
1. تشمال
2. جلیل وند
3. جمشیدوند
4. آلیگر
5. ملک‌محمودی
6. میرزاوند
7. شهریسوند
8. میرنظامی
9. خانه‌صلاتین
10. آدینه‌وند
11. علی مرادی
12. ملکی
13. صوفی
14. گرگیوند
15. اتابک
16. محبی
17. میرنعمتی
18. کریوند
19. شیخمیر
20. محمد باقری
21. کردی
22. علی یتیم
23. تودویی
24. خان
25. پوری
26. سارزن
27. قیاسوند

## فولادوند
فولادوند به ۵تیره تقسیم می‌شود:
۱. هیودی
۲. قائدخانجمالی
۳. گراوند
۴. سالاروند
۵. خان‌قائد

## عبدالوند
طایفه عبدالوند به چند تیره تقسیم می‌شود:
1. زرین چغای
2. بِیروِن
3. کوشاری
4. ماهرویی
5. ده قاضی
6. تُونی
7. دُورِش
8. چکان و شیخی
9. خواجه
10. بیرالوند
11. دهقانی
12. قیطاسی
13. طاهری

## حاجی‌وند
حاجی‌وند به ۱۱ تیره تقسیم می‌شود:
- آ آ
- دستگردی
- غالبی
- الیاسی
- خسروی
- کائد
- هیل‌هیل
- قاسمعلی
- شیخ سوخته‌زار
- گرپی
- تاسمالی
- تات‌خیری

## عیسوند
عیسوند به ۱۸ تیره تقسیم می‌شود:
۱. شاهون
۲. بابا
۳. خان
۴. محمدقلی‌وند
۵. طهماس وند
۶. دعاوی
۷. علی رضاوند
۸. ورگی
۹. کـُیروی
۱۰. جافر وند
۱۱. اداوی
۱۲. گیلاوند
۱۳. گمار
۱۴. گورویی
۱۵. هیوند
۱۶. شاودی وند
۱۷. مرادوند
۱۸. دهدار